# Campeonato colombiano 1978
El Campeonato colombiano 1978 fue el trigésimo primer (31°) torneo de la primera división del fútbol profesional colombiano en la historia.
Millonarios ganó su undécimo título; Oswaldo Marcial Palavecino de Atlético Nacional fue el máximo anotador del torneo.

## Desarrollo
Se jugaron dos torneos:
- Apertura: Ida y vuelta, todos contra todos (26 fechas). Los dos primeros clasifican al hexagonal final.

- Finalización: Dos grupos, donde los primeros siete del torneo Apertura conformaron el grupo A y los últimos 7 el grupo B, cada equipo jugaba ida y vuelta con los de su grupo (12 fechas), uno contra cada equipo del otro grupo de local o visitante (7 Fechas) y con una pareja del otro grupo de local y visitante (dos fechas), en total 21 Fechas en el finalización. Con la pareja del grupo contrario oficiaba de local dos veces el equipo del grupo B, y solo una el del grupo A. Clasifican los 4 mejores del A y los dos mejores del B. Si alguno de los dos equipos clasificados en el Torneo Apertura también clasifica en el Finalización, le cederá el cupo al siguiente equipo.

- Parejas: América-U. Magdalena, Millonarios-Quindío, Nacional-Medellín, Santa Fe-Tolima, Cúcuta Deportivo-Pereira, Cali-Junior, Bucaramanga-Once Caldas.

- Cuadrangulares semifinales.:  Los equipos clasificados juegan una serie todos contra toda ida y vuelta. Los dos primeros de cada grupo clasifican al cuadrangular final.

- Cuadrangular final.:  Los equipos clasificados juegan una serie todos contra toda ida y vuelta. El primero del hexagonal final se coronara campeón y junto al subcampeón clasificarán directamente para la fase de grupos de la Copa Libertadores 1979.

## Datos de los clubes
| Equipo                 | Departamento       | Ciudad       |
| ---------------------- | ------------------ | ------------ |
| América de Cali        | Valle del Cauca    | Cali         |
| Atlético Bucaramanga   | Santander          | Bucaramanga  |
| Atlético Nacional      | Antioquia          | Medellín     |
| Cúcuta Deportivo       | Norte de Santander | Cúcuta       |
| Deportes Quindío       | Quindío            | Armenia      |
| Deportes Tolima        | Tolima             | Ibagué       |
| Deportivo Cali         | Valle del Cauca    | Cali         |
| Deportivo Pereira      | Risaralda          | Pereira      |
| Independiente Medellín | Antioquia          | Medellín     |
| Junior                 | Atlántico          | Barranquilla |
| Millonarios            | Bogotá, D. C.      | Bogotá       |
| Once Caldas            | Caldas             | Manizales    |
| Santa Fe               | Bogotá, D. C.      | Bogotá       |
| Unión Magdalena        | Magdalena          | Santa Marta  |

## Torneo Apertura
| Pos. | Equipo                 | Pts. | PJ | G  | E  | P  | GF | GC | Dif. | Clasificación                         |
| ---- | ---------------------- | ---- | -- | -- | -- | -- | -- | -- | ---- | ------------------------------------- |
| 1    | Atlético Nacional      | 37   | 26 | 15 | 7  | 4  | 45 | 25 | +20  | Grupo A y Cuadrangulares semifinales. |
| 2    | Deportivo Cali         | 34   | 26 | 12 | 10 | 4  | 44 | 26 | +18  | Grupo A y Cuadrangulares semifinales. |
| 3    | América de Cali        | 32   | 26 | 12 | 8  | 6  | 45 | 31 | +14  | Grupo A.                              |
| 4    | Atlético Bucaramanga   | 29   | 26 | 11 | 7  | 8  | 34 | 29 | +5   | Grupo A.                              |
| 5    | Santa Fe               | 28   | 26 | 10 | 8  | 8  | 37 | 33 | +4   | Grupo A.                              |
| 6    | Cúcuta Deportivo       | 28   | 26 | 8  | 12 | 6  | 34 | 35 | −1   | Grupo A.                              |
| 7    | Millonarios            | 27   | 26 | 9  | 9  | 8  | 52 | 47 | +5   | Grupo A.                              |
| 8    | Once Caldas            | 26   | 26 | 9  | 8  | 9  | 42 | 40 | +2   | Grupo B.                              |
| 9    | Unión Magdalena        | 25   | 26 | 8  | 9  | 9  | 20 | 25 | −5   | Grupo B.                              |
| 10   | Junior                 | 24   | 26 | 8  | 8  | 10 | 30 | 35 | −5   | Grupo B.                              |
| 11   | Deportes Quindío       | 24   | 26 | 8  | 8  | 10 | 24 | 31 | −7   | Grupo B.                              |
| 12   | Deportes Tolima        | 21   | 26 | 7  | 7  | 12 | 30 | 38 | −8   | Grupo B.                              |
| 13   | Independiente Medellín | 18   | 26 | 8  | 2  | 16 | 29 | 42 | −13  | Grupo B.                              |
| 14   | Deportivo Pereira      | 11   | 26 | 2  | 7  | 17 | 13 | 42 | −29  | Grupo B.                              |

 Fuente: Rsssf

### Resultados
| Apertura 1978          | AME | BUC | CAL | CUC | JUN | MAG | DIM | MIL | NAL | ONC | PER | QUI | SFE | TOL |
| América de Cali        |     | 1:1 | 1:1 | 6:2 | 3:0 | 1:2 | 1:0 | 3:1 | 0:1 | 1:1 | 2:0 | 4:2 | 4:1 | 2:1 |
| Atlético Bucaramanga   | 3:1 |     | 1:1 | 0:0 | 0:0 | 1:0 | 3:2 | 3:1 | 1:1 | 2:0 | 3:0 | 1:1 | 2:1 | 4:2 |
| Deportivo Cali         | 2:2 | 3:0 |     | 5:2 | 2:0 | 3:1 | 2:1 | 2:2 | 0:1 | 3:0 | 1:0 | 1:1 | 4:0 | 1:0 |
| Cúcuta Deportivo       | 0:0 | 0:1 | 1:1 |     | 0:0 | 3:0 | 1:1 | 2:2 | 2:2 | 2:1 | 4:0 | 1:0 | 2:1 | 1:2 |
| Atlético Junior        | 3:1 | 1:0 | 2:2 | 0:0 |     | 2:1 | 2:0 | 3:1 | 2:3 | 2:2 | 0:0 | 3:1 | 2:0 | 3:1 |
| Unión Magdalena        | 0:0 | 1:0 | 0:0 | 1:2 | 1:0 |     | 4:0 | 0:1 | 0:0 | 1:0 | 1:0 | 0:0 | 0:0 | 1:1 |
| Independiente Medellín | 0:1 | 3:2 | 1:0 | 0:1 | 0:0 | 1:0 |     | 3:5 | 0:2 | 1:2 | 2:1 | 1:2 | 3:1 | 2:1 |
| Millonarios            | 1:1 | 2:1 | 0:2 | 1:0 | 5:1 | 1:1 | 5:3 |     | 0:1 | 3:2 | 5:0 | 1:1 | 0:1 | 6:2 |
| Atlético Nacional      | 2:0 | 3:1 | 1:2 | 4:1 | 2:1 | 1:1 | 1:0 | 6:4 |     | 2:0 | 1:2 | 3:0 | 2:1 | 3:0 |
| Once Caldas            | 3:4 | 1:1 | 1:1 | 0:0 | 2:0 | 3:1 | 2:1 | 3:3 | 3:2 |     | 4:0 | 4:1 | 2:2 | 2:1 |
| Deportivo Pereira      | 0:2 | 1:2 | 2:2 | 1:2 | 2:1 | 0:1 | 1:3 | 1:1 | 0:0 | 1:2 |     | 0:0 | 0:0 | 0:0 |
| Deportes Quindío       | 1:0 | 1:2 | 1:2 | 2:2 | 1:0 | 0:1 | 1:0 | 4:0 | 0:0 | 1:0 | 1:0 |     | 1:0 | 1:2 |
| Santa Fe               | 2:2 | 1:0 | 3:1 | 0:0 | 4:1 | 5:0 | 1:0 | 1:1 | 1:1 | 4:2 | 1:0 | 1:1 |     | 3:1 |
| Deportes Tolima        | 1:2 | 1:0 | 2:0 | 3:3 | 1:1 | 0:0 | 0:0 | 0:0 | 4:0 | 0:0 | 1:0 | 2:0 | 1:2 |     |

## Torneo Finalización

### Grupo A
| Pos. | Equipo               | Pts. | PJ | G  | E | P  | GF | GC | Dif. | Clasificación               |
| ---- | -------------------- | ---- | -- | -- | - | -- | -- | -- | ---- | --------------------------- |
| 1    | América de Cali      | 27   | 21 | 10 | 7 | 4  | 32 | 23 | +9   | Cuadrangulares semifinales. |
| 2    | Millonarios          | 26   | 21 | 10 | 6 | 5  | 32 | 26 | +6   | Cuadrangulares semifinales. |
| 3    | Atlético Nacional    | 23   | 21 | 10 | 3 | 8  | 25 | 18 | +7   | Clasificado en el Apertura. |
| 4    | Santa Fe             | 22   | 21 | 8  | 6 | 7  | 38 | 31 | +7   | Cuadrangulares semifinales. |
| 5    | Cúcuta Deportivo     | 22   | 21 | 7  | 8 | 6  | 25 | 27 | −2   | Cuadrangulares semifinales. |
| 6    | Deportivo Cali       | 16   | 21 | 5  | 6 | 10 | 27 | 35 | −8   | Clasificado en el Apertura. |
| 7    | Atlético Bucaramanga | 16   | 21 | 4  | 8 | 9  | 26 | 30 | −4   |                             |

 Fuente: Rsssf

### Grupo B
| Pos. | Equipo                 | Pts. | PJ | G  | E | P  | GF | GC | Dif. | Clasificación               |
| ---- | ---------------------- | ---- | -- | -- | - | -- | -- | -- | ---- | --------------------------- |
| 1    | Once Caldas            | 28   | 21 | 11 | 6 | 4  | 39 | 25 | +14  | Cuadrangulares semifinales. |
| 2    | Junior                 | 25   | 21 | 10 | 5 | 6  | 37 | 28 | +9   | Cuadrangulares semifinales. |
| 3    | Unión Magdalena        | 24   | 21 | 9  | 6 | 6  | 28 | 23 | +5   |                             |
| 4    | Deportivo Pereira      | 21   | 21 | 8  | 5 | 8  | 28 | 30 | −2   |                             |
| 5    | Deportes Tolima        | 16   | 21 | 4  | 8 | 9  | 21 | 35 | −14  |                             |
| 6    | Deportes Quindío       | 15   | 21 | 5  | 5 | 11 | 20 | 31 | −11  |                             |
| 7    | Independiente Medellín | 13   | 21 | 2  | 9 | 10 | 18 | 34 | −16  |                             |

 Fuente: Rsssf

### Resultados
| Finalización 1978      | AME     | BUC     | CAL | CUC | JUN     | MAG | DIM | MIL     | NAL     | ONC | PER     | QUI | SFE | TOL     |
| América de Cali        |         | 1:0     | 2:1 | 3:1 | 2:2     | 1:1 |     | 3:1     | 1:0     |     |         | 0:0 | 1:0 | 2:2     |
| Atlético Bucaramanga   | 0:1     |         | 4:0 | 1:1 |         |     | 1:1 | 0:1     | 0:2     | 2:0 |         | 0:0 | 4:1 | 2:0     |
| Deportivo Cali         | 2:0     | 2:2     |     | 2:2 | 6:0 4:2 | 3:2 |     | 2:4     | 1:1     |     |         | 1:0 | 1:1 |         |
| Cúcuta Deportivo       | 2:1     | 3:0     | 1:0 |     |         |     | 1:2 | 1:2     | 1:0     | 1:1 | 2:1 1:2 |     | 1:1 |         |
| Atlético Junior        |         | 5:3     | 2:0 | 1:1 |         | 1:0 | 3:2 | 2:1     |         | 1:1 | 1:2     | 4:0 | 1:0 | 0:0     |
| Unión Magdalena        | 1:0 2:1 | 0:0     |     | 2:2 | 1:0     |     | 3:0 |         |         | 1:2 | 3:0     | 4:2 | 1:0 | 1:1     |
| Independiente Medellín | 1:1     |         | 1:1 |     | 0:0     | 2:0 |     | 1:1     | 1:2 1:3 | 1:2 | 1:1     | 2:2 |     | 0:0     |
| Millonarios            | 3:2     | 0:0     | 1:1 | 4:0 |         | 1:2 |     |         | 1:0     | 1:1 | 2:1     | 3:1 | 1:4 |         |
| Atlético Nacional      | 1:2     | 1:1     | 1:0 | 0:1 | 1:0     | 3:0 | 1:0 | 1:1     |         | 2:1 |         |     | 2:1 |         |
| Once Caldas            | 2:2     | 4:2 3:1 | 4:0 |     | 2:1     | 0:1 | 2:0 |         |         |     | 1:1     | 2:3 | 3:1 | 3:2     |
| Deportivo Pereira      | 0:1     | 1:1     | 2:1 | 1:1 | 0:2     | 2:1 | 4:2 |         | 0:1     | 0:1 |         | 1:3 |     | 3:1     |
| Deportes Quindío       |         |         |     | 0:1 | 0:2     | 1:1 | 2:0 | 0:1 0:1 | 2:1     | 0:2 | 1:2     |     | 1:1 | 1:2     |
| Independiente Santa Fe | 3:3     | 3:2     | 1:0 | 3:1 |         |     | 4:1 | 2:2     | 2:1     |     | 2:2     |     |     | 5:1 1:2 |
| Deportes Tolima        |         |         | 0:1 | 0:0 | 2:7     | 1:1 | 0:0 | 2:0     | 2:1     | 2:2 | 1:2     | 0:1 | 0:2 |         |

## Cuadrangulares semifinales

### Grupo A
| Pos. | Equipo            | Pts. | PJ | G | E | P | GF | GC | Dif. | Clasificación       |
| ---- | ----------------- | ---- | -- | - | - | - | -- | -- | ---- | ------------------- |
| 1    | Atlético Nacional | 7    | 6  | 3 | 1 | 2 | 6  | 7  | −1   | Cuadrangular final. |
| 2    | Deportivo Cali    | 7    | 6  | 2 | 3 | 1 | 7  | 5  | +2   | Cuadrangular final. |
| 3    | Junior            | 6    | 6  | 1 | 4 | 1 | 6  | 5  | +1   |                     |
| 4    | Once Caldas       | 4    | 6  | 1 | 2 | 3 | 5  | 7  | −2   |                     |

 Fuente: Rsssf
| Fecha 1 - 29 de octubre de 1978 | Fecha 1 - 29 de octubre de 1978 | Fecha 1 - 29 de octubre de 1978 |
| Equipo Local                    | Resultado                       | Equipo Visitante                |
| ------------------------------- | ------------------------------- | ------------------------------- |
| Cali                            | 1 - 2                           | Nacional                        |
| Caldas                          | 2 - 2                           | Junior                          |

| Fecha 2 - 1 de noviembre de 1978 | Fecha 2 - 1 de noviembre de 1978 | Fecha 2 - 1 de noviembre de 1978 |
| Equipo Local                     | Resultado                        | Equipo Visitante                 |
| -------------------------------- | -------------------------------- | -------------------------------- |
| Junior                           | 1 - 1                            | Cali                             |
| Caldas                           | 3 - 1                            | Nacional                         |

| Fecha 3 - 5 de noviembre de 1978 | Fecha 3 - 5 de noviembre de 1978 | Fecha 3 - 5 de noviembre de 1978 |
| Equipo Local                     | Resultado                        | Equipo Visitante                 |
| -------------------------------- | -------------------------------- | -------------------------------- |
| Cali                             | 1 - 0                            | Caldas                           |
| Nacional                         | 0 - 2                            | Junior                           |

| Fecha 4 - 12 de noviembre de 1978 | Fecha 4 - 12 de noviembre de 1978 | Fecha 4 - 12 de noviembre de 1978 |
| Equipo Local                      | Resultado                         | Equipo Visitante                  |
| --------------------------------- | --------------------------------- | --------------------------------- |
| Nacional                          | 1 - 1                             | Cali                              |
| Junior                            | 0 - 0                             | Caldas                            |

| Fecha 5 - 15 de noviembre de 1978 | Fecha 5 - 15 de noviembre de 1978 | Fecha 5 - 15 de noviembre de 1978 |
| Equipo Local                      | Resultado                         | Equipo Visitante                  |
| --------------------------------- | --------------------------------- | --------------------------------- |
| Junior                            | 0 - 1                             | Nacional                          |
| Caldas                            | 0 - 2                             | Cali                              |

| Fecha 6 - 19 de noviembre de 1978 | Fecha 6 - 19 de noviembre de 1978 | Fecha 6 - 19 de noviembre de 1978 |
| Equipo Local                      | Resultado                         | Equipo Visitante                  |
| --------------------------------- | --------------------------------- | --------------------------------- |
| Nacional                          | 1 - 0                             | Caldas                            |
| Cali                              | 1 - 1                             | Junior                            |

### Grupo B
| Pos. | Equipo           | Pts. | PJ | G | E | P | GF | GC | Dif. | Clasificación       |
| ---- | ---------------- | ---- | -- | - | - | - | -- | -- | ---- | ------------------- |
| 1    | Santa Fe         | 8    | 6  | 3 | 2 | 1 | 17 | 12 | +5   | Cuadrangular final. |
| 2    | Millonarios      | 6    | 6  | 2 | 2 | 2 | 8  | 9  | −1   | Cuadrangular final. |
| 3    | Cúcuta Deportivo | 5    | 6  | 1 | 3 | 2 | 10 | 12 | −2   |                     |
| 4    | América de Cali  | 5    | 6  | 1 | 3 | 2 | 11 | 13 | −2   |                     |

 Fuente: Rsssf
| Fecha 1 - 29 de octubre de 1978 | Fecha 1 - 29 de octubre de 1978 | Fecha 1 - 29 de octubre de 1978 |
| Equipo Local                    | Resultado                       | Equipo Visitante                |
| ------------------------------- | ------------------------------- | ------------------------------- |
| Cúcuta                          | 1 - 1                           | Santa Fe                        |
| Millonarios                     | 1 - 1                           | América                         |

| Fecha 2 - 1 de noviembre de 1978 | Fecha 2 - 1 de noviembre de 1978 | Fecha 2 - 1 de noviembre de 1978 |
| Equipo Local                     | Resultado                        | Equipo Visitante                 |
| -------------------------------- | -------------------------------- | -------------------------------- |
| América                          | 2 - 2                            | Cúcuta                           |
| Millonarios                      | 3 - 1                            | Santa Fe                         |

| Fecha 3 - 5 de noviembre de 1978 | Fecha 3 - 5 de noviembre de 1978 | Fecha 3 - 5 de noviembre de 1978 |
| Equipo Local                     | Resultado                        | Equipo Visitante                 |
| -------------------------------- | -------------------------------- | -------------------------------- |
| Santa Fe                         | 4 - 2                            | América                          |
| Cúcuta                           | 3 - 0                            | Millonarios                      |

| Fecha 4 - 12 de noviembre de 1978 | Fecha 4 - 12 de noviembre de 1978 | Fecha 4 - 12 de noviembre de 1978 |
| Equipo Local                      | Resultado                         | Equipo Visitante                  |
| --------------------------------- | --------------------------------- | --------------------------------- |
| Santa Fe                          | 6 - 2                             | Cúcuta                            |
| América                           | 1 - 2                             | Millonarios                       |

| Fecha 5 - 15 de noviembre de 1978 | Fecha 5 - 15 de noviembre de 1978 | Fecha 5 - 15 de noviembre de 1978 |
| Equipo Local                      | Resultado                         | Equipo Visitante                  |
| --------------------------------- | --------------------------------- | --------------------------------- |
| América                           | 3 - 3                             | Santa Fe                          |
| Millonaros                        | 1 - 1                             | Cúcuta                            |

| Fecha 6 - 19 de noviembre de 1978 | Fecha 6 - 19 de noviembre de 1978 | Fecha 6 - 19 de noviembre de 1978 |
| Equipo Local                      | Resultado                         | Equipo Visitante                  |
| --------------------------------- | --------------------------------- | --------------------------------- |
| Santa Fe                          | 2 - 1                             | Millonarios                       |
| Cúcuta                            | 1 - 2                             | América                           |

## Cuadrangular final
| Pos. | Equipo            | Pts. | PJ | G | E | P | GF | GC | Dif. | Clasificación                   |
| ---- | ----------------- | ---- | -- | - | - | - | -- | -- | ---- | ------------------------------- |
| 1    | Millonarios       | 9    | 6  | 3 | 3 | 0 | 8  | 3  | +5   | Campeón y Copa Libertadores.    |
| 2    | Deportivo Cali    | 7    | 6  | 2 | 3 | 1 | 6  | 6  | 0    | Subcampeón y Copa Libertadores. |
| 3    | Atlético Nacional | 5    | 6  | 1 | 3 | 2 | 8  | 10 | −2   |                                 |
| 4    | Santa Fe          | 3    | 6  | 1 | 1 | 4 | 7  | 10 | −3   |                                 |

 Fuente: Rsssf
| Fecha 1 - 3 de diciembre de 1978 | Fecha 1 - 3 de diciembre de 1978 | Fecha 1 - 3 de diciembre de 1978 |
| Equipo Local                     | Resultado                        | Equipo Visitante                 |
| -------------------------------- | -------------------------------- | -------------------------------- |
| Santa Fe                         | 1 - 2                            | Cali                             |
| Nacional                         | 0 - 2                            | Millonarios                      |

| Fecha 2 - 6 de diciembre de 1978 | Fecha 2 - 6 de diciembre de 1978 | Fecha 2 - 6 de diciembre de 1978 |
| Equipo Local                     | Resultado                        | Equipo Visitante                 |
| -------------------------------- | -------------------------------- | -------------------------------- |
| Santa Fe                         | 0 - 1                            | Millonarios                      |
| Cali                             | 1 - 3                            | Nacional                         |

| Fecha 3 - 10 de diciembre de 1978 | Fecha 3 - 10 de diciembre de 1978 | Fecha 3 - 10 de diciembre de 1978 |
| Equipo Local                      | Resultado                         | Equipo Visitante                  |
| --------------------------------- | --------------------------------- | --------------------------------- |
| Millonarios                       | 0 - 0                             | Cali                              |
| Nacional                          | 2 - 2                             | Santa Fe                          |

| Fecha 4 - 13 de diciembre de 1978 | Fecha 4 - 13 de diciembre de 1978 | Fecha 4 - 13 de diciembre de 1978 |
| Equipo Local                      | Resultado                         | Equipo Visitante                  |
| --------------------------------- | --------------------------------- | --------------------------------- |
| Cali                              | 1 - 0                             | Santa Fe                          |
| Millonarios                       | 1 - 1                             | Nacional                          |

| Fecha 5 - 17 de diciembre de 1978 | Fecha 5 - 17 de diciembre de 1978 | Fecha 5 - 17 de diciembre de 1978 |
| Equipo Local                      | Resultado                         | Equipo Visitante                  |
| --------------------------------- | --------------------------------- | --------------------------------- |
| Cali                              | 1 - 1                             | Millonarios                       |
| Santa Fe                          | 3 - 1                             | Nacional                          |

| Fecha 6 - 20 de diciembre de 1978 | Fecha 6 - 20 de diciembre de 1978 | Fecha 6 - 20 de diciembre de 1978 |
| Equipo Local                      | Resultado                         | Equipo Visitante                  |
| --------------------------------- | --------------------------------- | --------------------------------- |
| Millonarios                       | 3 - 1                             | Santa Fe                          |
| Cali                              | 1 - 1                             | Nacional                          |

|                                 |
| Bandera de Colombia             |
| Campeón Millonarios 11.º título |

## Goleadores
| Jugador                    | Equipo            | Goles |
| -------------------------- | ----------------- | ----- |
| Oswaldo Marcial Palavecino | Atlético Nacional | 36    |
| Juan José Irigoyen         | Millonarios       | 34    |
| Jorge Ramón Cáceres        | América de Cali   | 32    |